# A Gente Se Vê Lá (álbum de Calcinha Preta)
A Gente Se Vê Lá é o décimo álbum da banda de forró eletrônico Calcinha Preta, lançado no ano de 2003. Do disco, destacaram-se as faixas "Agora Estou Sofrendo (versão de Bleeding Heart)", "Fique Amor" ( versão de The Unforgettable Fire), "Por Amor", "Seu Namorado" e "Furunfa". O álbum conta com quase 10 milhões de streams somente na plataforma de áudio Spotify.
Mantendo a linha dos trabalhos anteriores, o álbum garantiu à banda novas certificações de disco de diamante.

## Lista de faixas
| N.º            | Título                                                     | Compositor(es)                                                              | Duração |  |
| 1.             | "Agora Estou Sofrendo (Bleeding Heart) (acústico)"         | Edu Falaschi, Rafael Bittencourt (versão: Gilton Andrade)                   | 3:59    |  |
| 2.             | "Fique Amor (The Unforgettable Fire)"                      | Adam Clayton, Bono Vox, Larry Mullen Jr., The Edge (versão: Gilton Andrade) | 3:52    |  |
| 3.             | "Por Amor"                                                 | Chrystian Lima, Ivo Lima                                                    | 4:14    |  |
| 4.             | "Seu Namorado"                                             | Binho Marques                                                               | 3:54    |  |
| 5.             | "Te Amo"                                                   | Binho Marques                                                               | 3:27    |  |
| 6.             | "Jogo Sujo"                                                | Chrystian Lima, Ivo Lima                                                    | 3:39    |  |
| 7.             | "O Que É Que Eu Vou Fazer?"                                | Chrystian Lima, Ivo Lima                                                    | 4:12    |  |
| 8.             | "Louco, Louco, Louco Por Você"                             | Marquinhos Maraial, Beto Caju                                               | 4:17    |  |
| 9.             | "Xeque-Mate"                                               | Marquinhos Maraial, Beto Caju                                               | 4:12    |  |
| 10.            | "Pot-pourri: A Gente Se Vê Lá / Só Gosto de Mulher Quente" | Chrystian Lima, Ivo Lima, Gilton Andrade, Elivandro Cuca                    | 4:45    |  |
| 11.            | "Amor Fatal (acústico)"                                    | Berg Rabelo                                                                 | 3:34    |  |
| 12.            | "Furunfa Calcinha Preta"                                   | Gilton Andrade                                                              | 4:30    |  |
| 13.            | "Não Me Deixe Agora (Now and Forever) (acústico)"          | Richard Marx (versão: Gilton Andrade)                                       | 4:13    |  |
| Duração total: | Duração total:                                             | Duração total:                                                              | 54:48   |  |

## Ficha técnica

### Vocalistas
- Daniel Diau, Berg Rabelo, Silvânia Aquino, Paulinha Abelha, Raied Neto

### Músicos
- Bateria / Percussão / Teclados: Petta / Val
- Baixo: Gilson Batata
- Guitarras: Chrystian Lima / Cloves Sena
- Acordeons: Cobra Verde / Erivaldinho
- Vocais: Marilda / Iris / Nurimar